# Ибн Раджаб
Абу́-ль-Фа́радж Зайнудди́н Абдуррахма́н ибн А́хмад аль-Ханбали́ (араб. أبو الفرج زين الدين عبد الرحمن بن أحمد الحنبلي‎), известный как Ибн Ра́джаб (араб. ابن رجب‎; 4 ноября 1335, Багдад, Государство Хулагуидов — 18 мая 1395, Дамаск, Мамлюкский султанат) — исламский учёный-богослов, хадисовед и правовед ханбалитского мазхаба.

## Биография

### Ранние годы
Родился 4 ноября 1335 года в Багдаде (Государство Хулагуидов). Его отцом был чтец Корана и хадисовед Шихабуддин Абу-ль-Аббас Ахмад ибн Раджаб. Ибн Раджаб с детства учился в ханбалитских школах, обучался у Ибн ан-Накиба, Усмана ибн Юсуфа и у других улемов того времени. Учениками Ибн Раджаба были: кади, «судья судей» Шихабуддин Абу-ль-Аббас Ахмад ибн Абу Бакр, более известный как Ибн ар-Рассам, кади Мухибб ад-Дин Ахмад ибн Насруллах аль-Багдади, Давуд ибн Сулейман аль-Маусули аль-Ханбали и другие.

### Смерть
Умер 18 мая 1395 года в Дамаске (Мамлюкский султанат) и похоронен на кладбище аль-Баб ас-Сагир в Дамаске, рядом с могилой шейха Абу-ль-Фараджа Абдул-Вахида ибн Мухаммада аш-Ширази, который в своё время поспособствовал распространению мазхаба ханбалитов в Иерусалиме и Дамаске.